# Stazione di Tirso
Stazione di Tirso vasútállomás Olaszországban, Szardínia régióban, Illorai településen.

## Vasútvonalak
Az állomást az alábbi vasútvonalak érintik:
- Macomer-Nuoro-vasútvonal
- Tirso–Chilivani-vasútvonal

## Kapcsolódó állomások
A vasútállomáshoz az alábbi állomások vannak a legközelebb: 
- Stazione di Bolotana
- Illorai railway station